# Ryo Hiraide
Ryo Hiraide (født 18. juli 1991) er en japansk fodboldspiller, som spiller for den japanske fodboldklub Kagoshima United FC.